# Poul Rogert
Poul Rogert (2. april 1702 i Nakskov – 13. april 1749) var en dansk præst, far til Ditlev Ludvig Rogert.
Han blev født i Nakskov, hvor hans fader af samme navn (død 1706) var residerende kapellan; moderen hed Ida f. Rostorph (død 1713). Han blev student fra Nakskov Skole 1722 og hører sammesteds 1728, tog attestats 1731 og blev året efter personel kapellan hos sognepræsten i Nakskov. 1735 forflyttedes han til sognekaldet i Utterslev på Lolland og døde 13. april 1749.
Fra den tid, han var hører i Nakskov, haves en allegorisk, religiøs komedie, forfattet af ham og opført flere gange af skoledisciplene på rådhuset i Nakskov, men langtfra til almindeligt bifald (Den faldne og igjen oprejste Salvande). Ellers er han kendt som historisk forfatter, idet han i håndskrift (Thottske Samling, folio, nr. 730) har efterladt en meget stor samling efterretninger af betydeligt værd til Lollands historie, hvoraf eftertiden har høstet rigt udbytte. Et lille brudstykke om Nakskovs historie i krigsårene 1658-59 blev udgivet i trykken 1775. Den flittige samlers helbred var desværre kun svagt, hvad der også gjorde ham tungsindig. 1740 havde han ægtet Cæcilie Margrethe Rhode, f. Müller, enke efter konsumtionsforvalter Lars Rhode i Nakskov.